# آلیونا سیدکو
آلیونا سیدکو (روسی: Алёна Ви́кторовна Сидько́؛ ۲۰ سپتامبر ۱۹۷۹ – ) اسکی‌باز صحرانوردی اهل روسیه بود.

سیدکو مدال برنز دوی سرعت انفرادی را در المپیک زمستانی ۲۰۰۶ تورین به دست آورد. او همچنین در مسابقات دوی سرعت تیمی (به همراه یولیا چپالووا) در مسابقات قهرمانی اسکی جهان نوردیک FIS در سال ۲۰۰۵ در اوبرستدورف، برنز را به دست آورد و بهترین مقام انفرادی خود را در ۲۰۰۳ در دوی سرعت انفرادی کسب کرد. سیدکو ۱۹ برد در سطوح مختلف در مسافت های بالا کسب کرده است. از سال ۲۰۰۲ به ۱۰ کیلومتر رسید. او فصل ۰۸-۲۰۰۷ را به دلیل بارداری تعطیل کرد اما برای فصل ۰۹-۲۰۰۸ بازگشت.سیدکو به دلیل زیر پا گذاشتن قوانین ضد دوپینگ از حضور در المپیک ۲۰۱۰ ونکوور محروم شد. تست EPO او در مسابقه ای در کراسنوگورسک در ۲۶ دسامبر ۲۰۰۹ مثبت بود و متعاقباً به مدت دو سال از شرکت در این ورزش محروم شد.